# Jan Galuška
Jan Galuška (14. srpna 1950 Praha, Československo – 15. prosince 2021, Praha, Česko) byl český historik, bývalý ředitel Poštovního muzea.

## Život
Narodil se v Praze. V letech 1968–1974 vystudoval fakultu žurnalistiky Univerzity Karlovy. Jako syn v tu dobu již režimem perzekvovaného bývalého ministra kultury Miroslava Galušky nemohl několik let najít práci, až roku 1977 byl přijat jako pracovník poštovního muzea v Praze a začal se seznamovat s historií poštovnictví a filatelistickou tvorbou. Od roku 1993 byl vedoucím historického oddělení muzea a v roce 2007 se stal v Poštovním muzeu ředitelem a byl jím až do svého odchodu do důchodu v roce 2013.
Během svého působení v Muzeu se stal spoluautorem a organizátorem celé řady poštovních a filatelistických výstav, například „Světové výstavy poštovních známek Praga 1978“ a následných výstav Praga 1988, Praga 1998 a Praga 2008, výstavy „100 let telefonu v Čechách“ v roce 1981 či výstavy „130 let telegrafu“ v roce 1987 a celé řady dalších. Je také spoluautorem publikace Poštovnictví v Čechách, na Moravě a ve Slezsku.
Dne 18. února 2016 byl ministrem kultury ČR Danielem Hermanem vyznamenán medailí Artis Bohemiae Amicis.